# 丙烯酸乙酯
丙烯酸乙酯（Ethyl acrylate）是一種有機不飽和乙基酯單體，易發生聚合，可用來生產多種聚合物。其蒸氣在遠低於有害濃度之下即有明顯刺激性氣味。

## 性質
丙烯酸乙酯常溫常壓下為無色透明液體，易燃，有刺激性氣味。微溶於水，與甲醇、乙醇、甲苯、乙酸乙酯互溶。

## 用途
丙烯酸乙酯是一種重要的塑化工業單體原料，可與其他單體聚合製造各種塑膠、樹酯、黏著劑、油墨。

## 安全性
丙烯酸乙酯具有高度可燃性與毒性，為疑似致癌物質。純的丙烯酸乙酯受到光、熱刺激會自發性發生聚合並放出大量反應熱，存放時需添加微量阻聚劑以避免危險。